# Tour de Ski 2007-2008
Il Tour de Ski 2007-2008 si è svolto come l'anno precedente durante la Coppa del Mondo tra il 28 dicembre 2007 e il 6 gennaio 2008 in cinque località diverse di tre Paesi. In seguito alla cancellazione di Oberstdorf, le sedi in questa edizione sono state quattro.

## Tappe e Gare
Nové Mesto:
- 28 dicembre: Prologo, Tecnica Classica, Partenza ad intervalli, 3,3 km (Femminile) e 4,5 km (Maschile).
- 29 dicembre: Distanza, Tecnica Libera, Partenza ad Handicap, 10 km (Femminile) e 15 km (Maschile).

 Praga:
- 30 dicembre: Sprint, Tecnica Libera, 1 km (Femminile e Maschile).

 Nové Mesto:
- 1 gennaio: Distanza, Tecnica Libera, Partenza ad Handicap, 10 km (Femminile) e 15 km (Maschile).
- 2 gennaio: Distanza, Tecnica Classica, Partenza ad intervalli, 10 km (Femminile) e 15 km (Maschile).

Inizialmente le gare dell'1 e 2 gennaio erano state assegnate ad Oberstdorf ma la FIS le ha dovute annullare e spostarle a Nové Mesto a causa di un problema con la Federazione tedesca.
 Asiago:
- 4 gennaio: Sprint, Tecnica Libera, 1,2 km (Femminile e Maschile).

 Val di Fiemme:
- 5 gennaio: Distanza, Pursuit, Massenstart, 10 km (Femminile) e 20 km (Maschile).
- 6 gennaio: Distanza/Scalata, Tecnica Libera, Partenza ad Handicap, 9 km (Femminile) e 10 km (Maschile).

## Risultati

### Classifica Finale
La classifica si basa sui tempi accumulati in tutte le otto tappe del tour. Per le gare di sprint è stato valutato il tempo di qualificazione. Inoltre, sono stati aggiudicati dei bonusa agli atleti che hanno vinto le singole gare e i traguardi volanti.
Ai migliori 30 nella classifica generale del Tour de Ski è stato assegnato un punteggio quattro volte superiore al numero dei punti FIS assegnati in una normale gara di Coppa del Mondo, proprio per la classifica di CdM.
| Platz       | 1   | 2   | 3   | 4   | 5   | 6   | 7   | 8   | 9   | 10  | 11 | 12 | 13 | 14 | 15 | 16 | 17 | 18 | 19 | 20 | 21 | 22 | 23 | 24 | 25 | 26 | 27 | 28 | 29 | 30 |
| Tour de Ski | 400 | 320 | 240 | 200 | 180 | 160 | 144 | 128 | 116 | 104 | 96 | 88 | 80 | 72 | 64 | 60 | 56 | 52 | 48 | 44 | 40 | 36 | 32 | 28 | 24 | 20 | 16 | 12 | 8  | 4  |

Classifica finale dopo le 8 tappe:
| Femminile |                         |               |
| Posizione | Nome                    | Tempo         |
| 1         | Charlotte Kalla         | 2:43:01,0 h   |
| 2         | Virpi Kuitunen          | + 36,4 s      |
| 3         | Arianna Follis          | + 53,3 s      |
| 4         | Valentyna Ševčenko      | + 1:09,2 min  |
| 5         | Ol'ga Ročeva            | + 1:14,8 min  |
| 6         | Claudia Nystad          | + 2:07,8 min  |
| 7         | Justyna Kowalczyk       | + 2:20,8 min  |
| 8         | Evi Sachenbacher-Stehle | + 2:23,8 min  |
| 9         | Katrin Zeller           | + 2:29,8 min  |
| 10        | Riitta-Liisa Roponen    | + 2:31,7 min  |
| 11        | Kristin Størmer Steira  | + 2:44,9 min  |
| 12        | Seraina Mischol         | + 2:58,7 min  |
| 13        | Anna Haag               | + 3:22,7 min  |
| 14        | Therese Johaug          | + 3:33,7 min  |
| 15        | Pirjo Muranen           | + 3:49,2 min  |
| 19        | Sabina Valbusa          | + 5:01,9 min  |
| 21        | Antonella Confortola    | + 5:07,2 min  |
| 30        | Magda Genuin            | + 9:59,1 min  |
| 37        | Karin Moroder           | + 12:24,8 min |

| Maschile  |                       |               |
| Posizione | Nome                  | Tempo         |
| 1         | Lukáš Bauer           | 3:38:07,4 h   |
| 2         | René Sommerfeldt      | + 2:47,3 min  |
| 3         | Giorgio Di Centa      | + 2:47,6 min  |
| 4         | Tord Asle Gjerdalen   | + 2:53,9 min  |
| 5         | Tor-Arne Hetland      | + 3:04,0 min  |
| 6         | Franz Göring          | + 3:39,9 min  |
| 7         | Pietro Piller Cottrer | + 3:47,5 min  |
| 8         | Petter Northug        | + 3:52,9 min  |
| 9         | Evgenij Dement'ev     | + 3:53,3 min  |
| 10        | Jens Arne Svartedal   | + 4:01,3 min  |
| 11        | Martin Jakš           | + 4:17,6 min  |
| 12        | Martin Koukal         | + 4:24,2 min  |
| 13        | Axel Teichmann        | + 4:36,5 min  |
| 14        | Tobias Angerer        | + 4:37,3 min  |
| 15        | Valerio Checchi       | + 5:54,8 min  |
| 23        | Fabio Santus          | + 6:08,8 min  |
| 31        | Cristian Zorzi        | + 7:48,3 min  |
| 39        | Freddy Schwienbacher  | + 10:26,9 min |
| 53        | Renato Pasini         | + 17:03,6 min |

### Classifica Sprint
| Femminile |                      |          |
| Posizione | Nome                 | Tempo    |
| 1         | Virpi Kuitunen       | 2:36 min |
| 2         | Arianna Follis       | 1:49 min |
| 3         | Pirjo Muranen        | 1:46 min |
| 4         | Justyna Kowalczyk    | 1:39 min |
| 5         | Natal'ja Korostelëva | 1:30 min |

| Maschile  |                     |          |
| Posizione | Nome                | Tempo    |
| 1         | Petter Northug      | 1:44 min |
| 2         | Tor-Arne Hetland    | 1:44 min |
| 3         | Giorgio Di Centa    | 1:36 min |
| 4         | Nikolaj Morilov     | 1:30 min |
| 5         | Tord Asle Gjerdalen | 1:28 min |

### Classifica Nazioni
| Femminile e Maschile |           |               |
| Posizione            | Nome      | Tempo         |
| 1                    | Norvegia  | 12:43:44,1 h  |
| 2                    | Russia    | + 4:21,2 min  |
| 3                    | Italia    | + 6:07,0 min  |
| 4                    | Germania  | + 6:17,4 min  |
| 5                    | Svezia    | + 10:59,6 min |
| 6                    | Finlandia | + 12:20,5 min |
| 7                    | Rep. Ceca | + 22:17,7 min |

### Classifica singole tappe
| Platz              | 1  | 2  | 3  | 4  | 5  | 6  | 7  | 8  | 9  | 10 | 11 | 12 | 13 | 14 | 15 |
| Etappe Tour de Ski | 50 | 40 | 30 | 25 | 23 | 20 | 18 | 16 | 14 | 13 | 12 | 11 | 10 | 9  | 8  |

#### Nové Město (Prologo)
| Femminile |                     |            |
| Posizione | Nome                | Tempo      |
| 1         | Virpi Kuitunen      | 9:22,8 min |
| 2         | Aino-Kaisa Saarinen | + 0,7 s    |
| 3         | Justyna Kowalczyk   | + 1,9 s    |
| 4         | Marit Bjørgen       | + 6,1 s    |
| 5         | Seraina Mischol     | + 13,0 s   |

| Maschile  |                     |             |
| Posizione | Nome                | Tempo       |
| 1         | Lukáš Bauer         | 11:15,6 min |
| 2         | Axel Teichmann      | + 1,0 s     |
| 3         | Odd-Bjørn Hjelmeset | + 3,3 s     |
| 4         | Sami Jauhojärvi     | + 3,5 s     |
| 5         | Mats Larsson        | + 4,9 s     |

#### Nové Město (Inseguimento)
| Femminile |                      |             |
| Posizione | Nome                 | Tempo       |
| 1         | Charlotte Kalla      | 25:47,9 min |
| 2         | Sabina Valbusa       | + 2,1 s     |
| 3         | Marit Bjørgen        | + 8,2 s     |
| 4         | Riitta-Liisa Roponen | + 9,3 s     |
| 5         | Anna Haag            | + 12,7 s    |

| Maschile  |                       |             |
| Posizione | Nome                  | Tempo       |
| 1         | Emmanuel Jonnier      | 34:43,9 min |
| 2         | Lukáš Bauer           | + 9,6 s     |
| 3         | Valerio Checchi       | + 11,2 s    |
| 4         | Tord Asle Gjerdalen   | + 11,6 s    |
| 5         | Pietro Piller Cottrer | + 16,2 s    |

#### Praga (Sprint)
| Femminile |                |            |
| Posizione | Nome           | Tempo      |
| 1         | Arianna Follis | 1:52,6 min |
| 2         | Pirjo Muranen  | 1:53,5 min |
| 3         | Marit Bjørgen  | 1:52,6 min |
| 4         | Magda Genuin   | 1:53,4 min |
| 5         | Virpi Kuitunen | 1:53,1 min |

| Maschile  |                  |            |
| Posizione | Nome             | Tempo      |
| 1         | Nikolaj Morilov  | 1:41,3 min |
| 2         | Simen Østensen   | 1:40,2 min |
| 3         | Tor-Arne Hetland | 1:39,5 min |
| 4         | Andrei Parfjonow | 1:40,5 min |
| 5         | Petter Northug   | 1:40,8 min |

#### Nové Město (Inseguimento)
| Femminile |                        |             |
| Posizione | Nome                   | Tempo       |
| 1         | Charlotte Kalla        | 26:21,9 min |
| 2         | Kristin Størmer Steira | + 3,2 s     |
| 3         | Claudia Nystad         | + 4,2 s     |
| 4         | Natal'ja Korostelëva   | + 5,0 s     |
| 5         | Stefanie Böhler        | + 8,7 s     |

| Maschile  |                       |             |
| Posizione | Nome                  | Tempo       |
| 1         | Pietro Piller Cottrer | 35:30,4 min |
| 2         | Valerio Checchi       | + 4,5 s     |
| 3         | Emmanuel Jonnier      | + 15,3 s    |
| 4         | Martin Koukal         | + 18,2 s    |
| 5         | Fabio Santus          | + 30,7 s    |

#### Nové Město (Distanza)
| Femminile |                     |             |
| Posizione | Nome                | Tempo       |
| 1         | Aino-Kaisa Saarinen | 28:55,7 min |
| 2         | Virpi Kuitunen      | + 2,6 s     |
| 3         | Therese Johaug      | + 13,3 s    |
| 4         | Ol'ga Ročeva        | + 14,3 s    |
| 5         | Valentyna Ševčenko  | + 23,0 s    |

| Maschile  |                     |             |
| Posizione | Nome                | Tempo       |
| 1         | Lukáš Bauer         | 38:26,9 min |
| 2         | Jens Arne Svartedal | + 27,8 s    |
| 3         | Nikolaj Pankratov   | + 28,5 s    |
| 4         | Mats Larsson        | + 40,0 s    |
| 5         | Eldar Rønning       | + 49,9 s    |

#### Asiago (Sprint)
| Femminile |                      |       |
| Posizione | Nome                 | Tempo |
| 1         | Charlotte Kalla      | –     |
| 2         | Natal'ja Korostelëva | –     |
| 3         | Justyna Kowalczyk    | –     |
| 4         | Arianna Follis       | –     |
| 5         | Ol'ga Ročeva         | –     |

| Maschile  |                       |       |
| Posizione | Nome                  | Tempo |
| 1         | Petter Northug        | –     |
| 2         | Nikolai Chebotko      | –     |
| 3         | Tor-Arne Hetland      | –     |
| 4         | Cristian Zorzi        | –     |
| 5         | Pietro Piller Cottrer | –     |

#### Val di Fiemme (Distanza)
| Femminile |                 |         |
| Posizione | Nome            | Tempo   |
| 1         | Virpi Kuitunen  | 32:48,1 |
| 2         | Charlotte Kalla | + 4,5 s |
| 3         | Claudia Nystad  | + 5,0 s |
| 4         | Ol'ga Ročeva    | + 5,1 s |
| 5         | Katrin Zeller   | + 5,5 s |

| Maschile  |                     |             |
| Posizione | Nome                | Tempo       |
| 1         | Odd-Bjørn Hjelmeset | 1:00:17,8 h |
| 2         | Jens Arne Svartedal | +0,0 s      |
| 3         | Franz Göring        | +3,2 s      |
| 4         | Tord Asle Gjerdalen | +5,2 s      |
| 5         | Axel Teichmann      | +5,5 s      |

#### Val di Fiemme (Scalata del Cermis)
| Femminile |                        |              |
| Posizione | Nome                   | Tempo        |
| 1         | Valentyna Ševčenko     | 34:06,2 h    |
| 2         | Kristin Størmer Steira | + 55,3 s     |
| 3         | Claudia Nystad         | + 1:10,8 min |
| 4         | Therese Johaug         | + 1:16,5 min |
| 5         | Stefanie Böhler        | + 1:17,3 min |

| Maschile  |                    |           |
| Posizione | Nome               | Tempo     |
| 1         | René Sommerfeldt   | 32:59,0 h |
| 2         | Christian Hoffmann | + 19,3 s  |
| 3         | Martin Bajčičák    | + 19,8 s  |
| 4         | Giorgio Di Centa   | + 35,4 s  |
| 5         | Franz Göring       | + 39,5 s  |